# Huang Quan (peintre)
Pour les articles homonymes, voir Huang Quan (homonymie) et Huang.
Huang Quan (黃荃) ou Houang Ts'Iuan ou Huang Ch'ūan, surnom  Yaoshu, est un peintre chinois du Xe siècle, spécialiste de peinture animalière, né vers 900 à Chengdu (province du Sichuan) et mort en 965.

## Biographie
Au service de Meng Chang de la dynastie des Shu Postérieurs, il peint des sujets religieux, bouddhistes et taoïstes, mais surtout des fleurs et des oiseaux : c'est en tant que tel qu'il est extrêmement apprécié à l'Académie de la cour des Shu. Ses fleurs et ses oiseaux, très réalistes dans les détails, sont animés d'une vie intense grâce à une technique nouvelle qui consiste à ne plus faire un dessin préalable à l'encre, et à appliquer directement les couleurs avec une brosse légère, en couches minces ou lavis, sans marquer les contours. Cela s'appelle la technique mogu ou encore peinture aux contours submergés.
Il est dit qu'un jour, le souverain du pays de Shu, ayant reçu du gouvernement de Hainan en 938 six grues extraordinaires, demande à Huang d'en faire le portrait. Ce dernier les dépeint dans plusieurs postures très vivantes «frissonant sous la rosée, picorant la mousse, lavant leur plumage, ajustant leurs ailes, criant vers le ciel et levant les pattes ; avec leurs coloris exquis, leur apparence dépasse même la réalité». La pièce qui abrite cette œuvre s'appelle le Hall des Six Grues (Liuhe dian) et de partout affluent des commandes de semblables peintures.

## Réalisme pictural et expression spontanée
Vice président du gouvernement des Tang du Sud, Han Xizai sait que le royaume va perdre son indépendance. En ces temps douloureux où la poésie chantée devient un mode d'expression majeur, se développe, en peinture, un genre délicat, celui de la peinture de fleurs, d'oiseaux et d'animaux. Huang Quan ne paraît pas avoir la simplicité et la spontanéité comme traits dominants. Nommé «peintre attendant les ordres du prince» à la cour de Meng Zhu (milieu du Xe siècle), il exerce une grande influence dans les milieux académiques. Avant de traiter un sujet, il étudie les plus grands parmi les maîtres qui ont peint le même thème et cherche à retenir ce que chacun apporte de remarquable.
Comme Xie Ji, il peint des grues, mais dans un autre style. Il ne paraît pas exceller par la vigueur du trait et sa qualité calligraphique., mais par le charme et l'éclat des couleurs. Il travaille dans la matière «sans os», au lavis, avec un pinceau léger, sans qu'apparaisse ou presque le dessin des contours. Il apporte à son œuvre un souci de réalisme. Les grues qu'il peint sont offertes au roi de Shu par le gouverneur de Hainan. Huang Quan les observe attentivement, puis les peint dans les attitudes les plus diverses avec des couleurs exquises. Il représente, dans une salle du palais, des faisans sauvages. Un aigle, donné lui aussi à la cour de Shu, croit voir des oiseaux vivants et cherche à les saisir par le cou. Huang Quan ne se borne pas à copier ses prédécesseurs, il saisit la vie même des oiseaux. L'expression «Xiesheng» doit être rattachée au XIe siècle à cette peinture faite d'après nature.

## Peintures de fleurs, d'oiseaux et d'animaux
Dans sa comparaison entre passé et présent, Guo Ruoxu (écrivain de l'art, actif vers 1070-1080) soutient que, si n'importe quel grand maître Tang de la peinture d'oiseaux-et-fleurs pouvait renaître à son époque, il serait de loin inférieur aux grands maîtres du Xe siècle Huang Quan, Huang Jucai et Xu Xi (886-975), et que son œuvre semblerait primitive et terne. Ces trois grands maîtres sont les plus célèbres représentants du thème populaire des oiseaux-et-fleurs à avoir jamais vécu, et leur influence sur les Song et les époques ultérieures est incalculable.
Pour les critiques de leur temps, Xu et Huang, en particulier, atteignent les sommets jumelés de l'expression artistique, Huang dans le domaine de l'aristocratie et de la richesse, Xu dans celui du lettré vivant dans sa retraite. L'œuvre de Xu n'a malheureusement pas survécu, mais des peintures plausiblement associées à Huang et à son fils cadet Huang Jucai illustrent les propos de Guo Ruoxu, croquis d'oiseaux et d'insectes, conservé au Musée du palais impérial de Beijing, porte la signature de Huang Quan, ainsi qu'un brève inscription dédiant la peinture à son fils aîné Huang Jubao (mort vers 960).
Elle représente une série de méticuleuses études d'après nature de divers oiseaux, insectes et autres petites créatures, dessinées et colorées avec précision et réalisme, un peu à la manière des études de Dürer. Cette nouvelle facture réaliste s'explique sans doute par le fait que les peintres comme Huang Quan dessinent systématiquement d'après nature. Il est par ailleurs manifeste que les peintres de paysages et de portraits font de même. Il n'y a d'ailleurs pas de réelle spécialisation dans les sujets. Huang Quan, par exemple, est peintre de paysages et de personnages aussi bien que d'oiseaux et de fleurs, et il est probablement représentatif de la classe des peintres en général.

## Musées
.

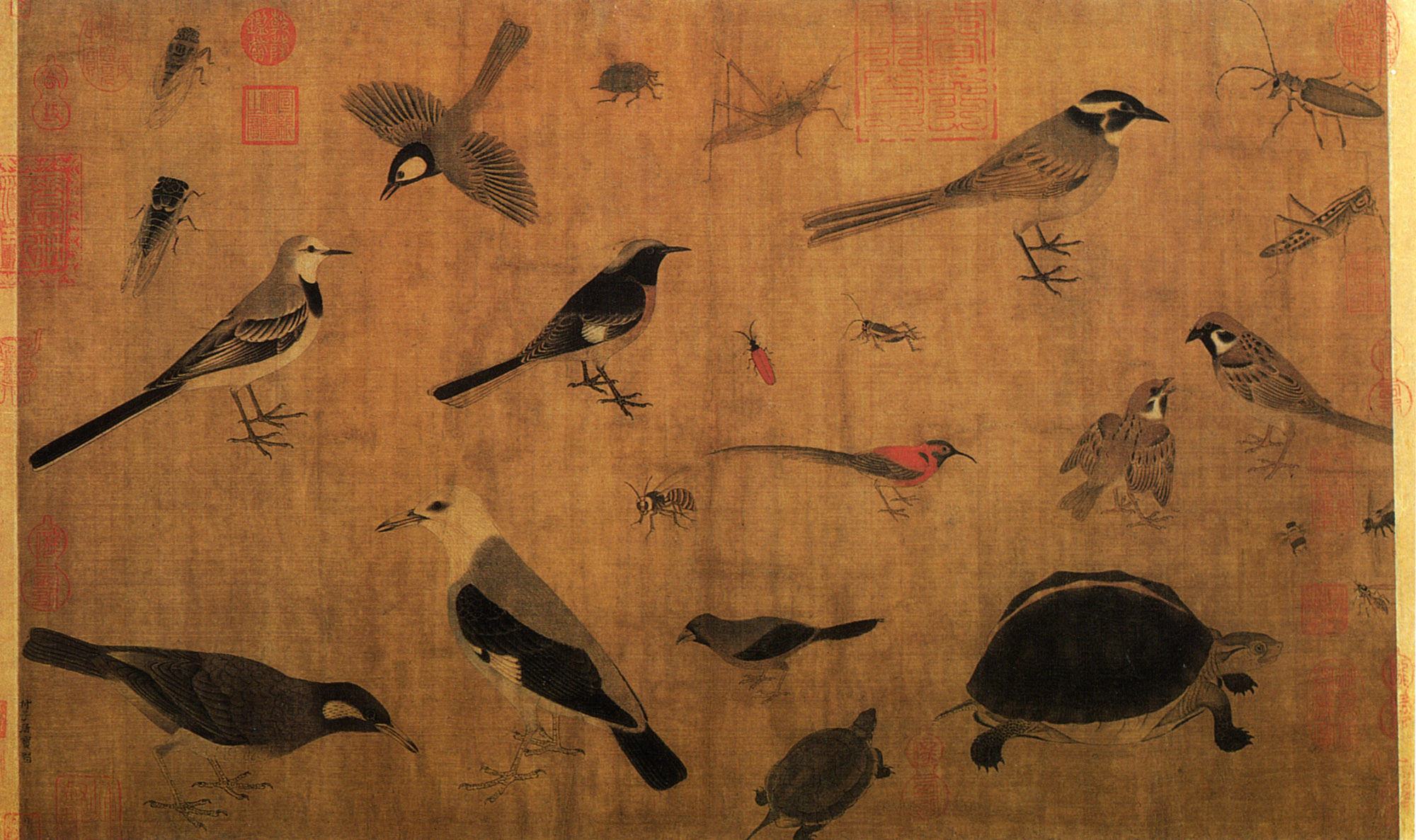
Étude d'oiseaux et d'autres êtres vivants. Double feuille d'album montée sur un rouleau portatif. Encre et couleurs sur soie. 41 x 70 cm. Vers 960. 41,5x70cm. Musée du Palais, Beijing. Connue comme "étude", cette réalisation est considérée aujourd'hui comme une peinture aboutie.

- New Haven (Yale University Art Gallery) :
  - Volailles et oiseaux près d'un étang. Section d'un rouleau en longueur. Encre et couleurs sur soie. 22,8x1830cm. Hobart and Edward Small Moore Memorial Collection, don de Mrs. William H. Moore (inv. 1953.27.4)[n 1].
- New Haven (Yale University Art Gallery) :
  - Rassemblement d'oiseaux près d'une mare au saule, Couleurs épaisses sur papier, grand rouleau en longueur, titre et nom du peintre inscrits dans le style de l'empereur Huizong, nombreux sceaux et inscriptions, la plus ancienne datant de 1032.
- Pékin (Mus. Du Palais) :
- Études d'après nature : 
  - Oiseaux et insectes, couleurs sur papier, petit rouleau en longueur, d'après l'inscription, exécutée pour son fils Jubao.
  - Fleurs, herbes et insectes, feuille d'album, attribution.
  - Canards dans les roseaux.
  - Moineau au bord d'un ruisseau dans les plantes automnales, feuille d'album, attribution.
- Taipei (Nat. Palace Mus.):
  - Oiseaux et grains, feuille d'album.
  - Quatre corbeaux dans un saule défeuillé et deux canard dans l'eau sous la neige, feuille d'album, probablement des Song du Sud.